# Бергара, Марио (политик)
Марио Эстебан Берга́ра Ду́ке (исп. Mario Esteban Bergara Duque; род. 4 мая 1965, Монтевидео) — уругвайский политический и государственный деятель.

## Биография
В 1987 году окончил Республиканский университет Уругвая по специальности «Экономика», в 1990 году получил диплом бухгалтера. В 1998 году стал доктором философии по экономике в Калифорнийском университете в Беркли.
Работал в банковской сфере страны.
Политик. Некоторое время был членом компартии Уругвая, затем стал близким соратником Либера Сереньи, сейчас представитель основанной тем левой политической коалиции Широкий фронт Уругвая.
Работал заместителем министра экономики и финансов (2005—2008).
С 2008 по 2013 и с 2015 по 2018 год занимал пост президента Центрального банка Уругвая. В 2013—2015 годах был министром экономики и финансов Уругвая.
С 15 февраля 2020 года — сенатор Национальной Ассамблеи Уругвая.